# Bristol Freighter
O Bristol Freighter foi um avião de transporte aéreo britânico desenhado e construído pela Bristol Aeroplane Company. Um monoplano bimotor, é recordado por ser usado como "comboio aéreo" por transportar pessoas, carros, e outras mercadorias pesadas. Uma versão de transporte apenas de passageiros era conhecida como Wayfarer.